# Agustín Viana
Augustín Viana Ache (Chicago, 23 agosto 1983) è un ex calciatore uruguaiano, di ruolo centrocampista.

## Carriera

### Club
Inizia la sua carriera nel Bella Vista di Montevideo, dove viene utilizzato sia nel ruolo di difensore, sia in quello di centrocampista davanti alla difesa.
Nel 2005 viene ceduto al Nacional con il quale conquista il titolo nazionale nella prima stagione.
Dopo alcune parentesi nel campionato brasiliano con l'Atletico Mineiro e in quello rumeno con il Cluj, e un breve ritorno al Bella Vista, nel 2009 viene acquistato dal Gallipoli, neopromosso in Serie B, segnando al debutto il 9 settembre nel pareggio in casa contro il Sassuolo.
Nel 2013 viene acquistato dal Columbus Crew, squadra che milita nella Major League Soccer.

### Nazionale
Pur non debuttando mai nella nazionale maggiore del suo paese, vanta alcune presenze nelle selezioni giovanili dell'Uruguay.

## Palmarès

### Club

#### Competizioni nazionali
- Campionato uruguaiano: 1

Nacional: 2006
- Coppa di Romania: 1

CFR Cluj: 2008-2009